# Demarketing
Unter Demarketing (auch: Reduktionsmarketing, Kundenausgrenzung oder Exit-Management) versteht man das gezielte Beenden oder Nicht-Aufnehmen einer Kundenbeziehung zwischen einem Unternehmen und einem Kunden. Demarketing-Aktivitäten können zum Beispiel durch negative Kundenwerte, Zielgruppenfremdheit oder in einer neuen strategischen Ausrichtung des Unternehmens begründet sein. Des Weiteren kann durch Demarketing eine gewisse Exklusivität bestimmter Güter und Dienstleistungen hergestellt werden. Die Bedeutung des Demarketings ist durch das Zielgruppenmarketing und durch kundenwertorientiertes Marketing stark gestiegen.

## Gründe für eine anbieterseitige Kundenausgrenzung
Die Ausgrenzung von Kunden kann eingeteilt werden in unternehmensbezogene und kundenbezogene Gründe. Zu den unternehmensbezogenen Gründen gehört eine veränderte Strategie bezüglich des Kundensegments oder ein verändertes Portfolio an Produkten und Dienstleistungen. Veränderte Kundenbedürfnisse (zum Beispiel aufgrund veränderter Lebenssituation wie Ausbildung, Wohnen, Familie etc.) oder verhaltensbezogene Gründe (zum Beispiel Problemkunde, der sich ständig ungerechtfertigterweise beschwert) sind kundenbezogene Gründe für eine anbieterseitige Beendigung der Kundenbeziehung. Die Veränderungen auf Kundenseite äußern sich schließlich in den oft erhobenen Kundenwerten. Dabei werden beispielsweise Kunden ausgeschlossen, die einen niedrigen oder negativen Deckungsbeitrag aufweisen und denen in absehbarer Zeit kein markantes Umsatzpotenzial zugesprochen wird.

## Beispiele
- Kündigungsangebote und Abfindungen durch Flatrate-Anbieter im Telekommunikationsbereich
- Mindestbestellmengen oder Preiserhöhungen für bestimmte Produkte (zum Beispiel hohe Spesen für Aktienkäufe bei Kleinanlegern; die Literatur bezeichnet dieses Vorgehen jedoch lediglich als Teilausgrenzung, da das Unternehmen primär versucht, die betroffene Kundengruppe profitabel zu machen)
- Einlasskriterien in Diskotheken
- Ausschluss bestimmter Distributionskanäle (zum Beispiel Discountermärkte für Premiumprodukte)
- Aufklärungskommunikation gegen Alkohol, Tabak und Drogen (beispielsweise von Sportgeräteherstellern)
- Senkung des Betreuungsaufwandes zur Kostensenkung (zum Beispiel Bestellung von Flugtickets für bestimmte Kunden nur via Internet und nicht per Telefon oder anstelle eines Beratungsgesprächs bei einer Versicherung lediglich der Hinweis auf eine Webseite)
- Auslagerung bestimmter Kunden an eine Tochtergesellschaft

## Chancen
Durch den Ausschluss von bestimmten, meist unrentablen Kunden kann das Unternehmen seine Profitabilität steigern. In bestimmten Fällen kann ein Unternehmen mit der anbieterseitigen Beziehungsbeendigung jedoch auch die Sicherheit und Zufriedenheit der bestehenden Kunden sichern oder verbessern, zum Beispiel durch den Ausschluss gewalttätiger Flugpassagiere oder Fußballfans. Ebenfalls kann damit die Sicherheit des eigenen Personals verbessert werden.

## Risiken
Mit Demarketing sind für Unternehmen hohe Risiken verbunden. So ist damit zu rechnen, dass einmal vertriebene Kunden nicht erneut für ein Unternehmen gewonnen werden können. Weiterhin können sie durch negative Mundpropaganda das Image des Unternehmens verschlechtern und andere potenzielle Kunden abwerben. Zudem besteht die Gefahr, dass möglicherweise die falschen Kunden ausgeschlossen werden. Beispielsweise kann ein kleiner Kunde, der nach den gängigen Kundenwertanalysen nicht profitabel ist, ausgeschlossen werden, obwohl er möglicherweise positive Mundpropaganda betreibt oder noch ein hohes Kaufpotenzial aufweist.
Neben dem absichtlichen Ausschließen von Kunden kann es auch geschehen, dass ein Unternehmen aufgrund seines Produktangebotes, der Preissetzung oder der Wahl des Distributionskanals potenzielle Kunden unabsichtlich ausgrenzt.

## Formen des Demarketings
Kotler/Levy erwähnen in ihrem 1971 erschienenen Artikel „Demarketing, yes, Demarketing“ vier Formen des Demarketing:
1. Ostensible Demarketing
2. Unintentional Demarketing
3. Selective Demarketing
4. General Demarketing